# Bibliothèque royale (Espagne)
Pour les articles homonymes, voir Bibliothèque royale et Bibliothèque nationale.
La Bibliothèque royale (en espagnol : Real biblioteca ou Biblioteca real), est une bibliothèque nationale d'Espagne, située à Madrid, dans un espace de 24 salles du Palais royal de Madrid.

## Histoire
Aussi bien cette bibliothèque particulière des rois comme l'actuelle bibliothèque nationale d'Espagne sont le fruit de l'élan créateur du roi bourbon Philippe V. La Bibliothèque royale dispose d'un très ample patrimoine, non seulement de livres, mais également de collections parfois considérées comme « des choses rares ou extraordinaires » comme peuvent l'être des partitions de musique, des médailles, des monnaies, etc.

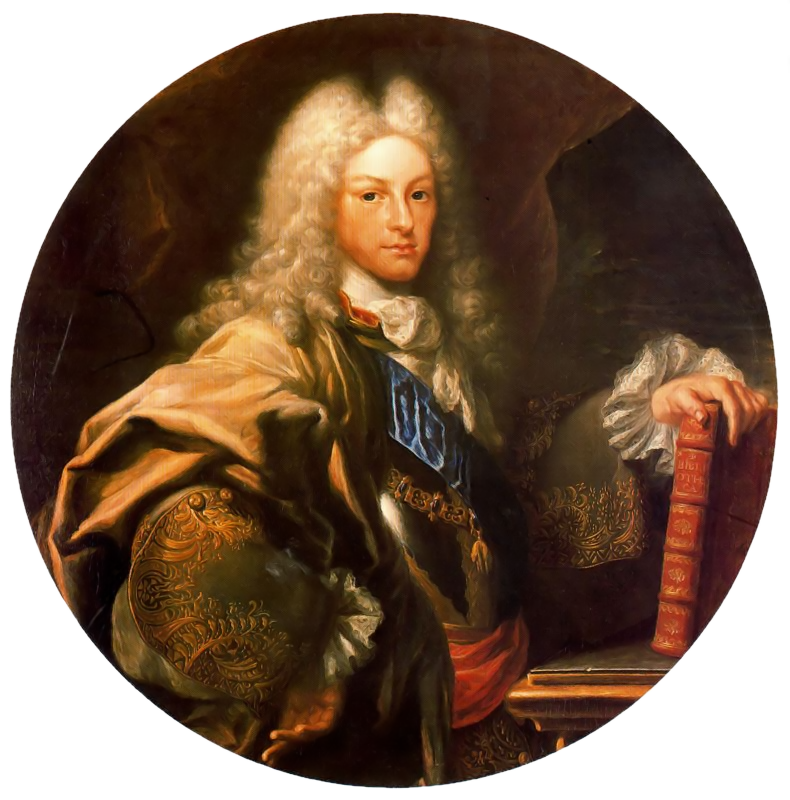
Le roi Philippe V avec un livre à la main. 1727. Huile sur toile de Miguel Jacinto Meléndez.

Philippe V créa en 1711 deux institutions bien différenciées dès le début : « La Real Biblioteca (o Librería) Particular o de Cámara » était destinée à une utilisation exclusive à la famille royale, tandis que la « Real Biblioteca Pública » était pensée spécialement pour le peuple. Cette seconde bibliothèque, de fondation royale appartient à l'État à partir de 1836, sous la tutelle du Ministère de l'Intérieur, et prend alors le nom de « Biblioteca Nacional ». Philippe l'installa dans le passage qui allait du Palais au monastère de l'Incarnation, en 1712.
La bibliothèque privée fut organisée dans l'étage principal, dans l'aile de l'angle Est. Les premiers volumes étaient apportés par le roi lui-même. Puis la collection s'agrandit lors des règnes suivants, les livres se rangeant dans des étagères d'acajou fermées par des cristaux de La Granja et situées le long des couloirs et des murs de dix salons.
En 1832 la bibliothèque fut déplacée au rez-de-chaussée, dans l'angle Nord-Ouest. Dans 24 salles sont désormais conservées plus de 300 000 œuvres imprimées, 4 000 manuscrits, 3 000 œuvres musicales et 2 000 gravures et dessins.